# Copa do Mundo de Rugby League
A Copa do Mundo de Rugby League é uma competição internacional disputada por equipes nacionais de rugby league masculino que fazem parte da Rugby League International Federation (RLIF), órgão que dirige o esporte a nível global.
O torneio surgiu por proposta francesa, embora a França tenha maior preferência pelo rugby union como código de rugby. Por conta da pequena difusão global em alto nível do esporte, a competição atravessou diversos formatos e periodicidades e, na maior parte das edições, as seleções participantes resumiram-se às da França, Austrália (maior campeã e um dos dois únicos países que preferem o League ao Union), Grã-Bretanha (segunda maior vencedora) e Nova Zelândia (terceira). Com exceção da Grã-Bretanha, as outras três estiveram em todas as edições.
A edição de 1975 marcou a estreia das seleções de Inglaterra e Gales, em substituição à britânica, embora já na Copa seguinte a seleção da Grã-Bretanha tenha sido retomada. O torneio recebeu nova adesão na edição de 1985-88, quando passou a contar com a Papua-Nova Guiné, o outro país onde o League, tido como esporte nacional papuásio, é mais popular que o Union. A competição foi expandida em maior escala a partir da edição de 1995, que marcou o centenário do esporte: África do Sul, Fiji, Samoa Ocidental e Tonga foram as estreantes ali.
Uma nova expansão ocorreu na Copa do Mundo de 2000, com dezesseis participantes e seis novidades: Escócia, Ilhas Cook, Irlanda, Líbano, Rússia e a seleção maori da Nova Zelândia. Por conta do baixo interesse nos jogos entre seleções menores, o número de competidores foi reduzido no mundial seguinte, que foram dez: Austrália, Escócia, Fiji, França, Inglaterra, Irlanda, Nova Zelândia, Papua-Nova Guiné, Samoa e Tonga.
A Copa do Mundo de Rugby League de 2013 terá novo aumento de participantes, que serão quatorze. Os estreantes serão as seleções de Estados Unidos e Itália.
O mundial de League foi o primeiro de rugby, uma vez que a primeira Copa do Mundo de Rugby Union só viria a ocorrer em 1987.

## Resultados
| Ano     | Times | Anfitrião                                               | Campeão       | Resultado    | Vice-campeão  | Local da final                | Espectadores |
| ------- | ----- | ------------------------------------------------------- | ------------- | ------------ | ------------- | ----------------------------- | ------------ |
| 1954    | 4     | França                                                  | Grã-Bretanha  | 16 - 12      | França        | Parc des Princes, Paris       | 30 368       |
| 1957    | 4     | Austrália                                               | Austrália     | -            | Grã-Bretanha  | -                             | -            |
| 1960    | 4     | Reino Unido                                             | Grã-Bretanha  | -            | Austrália     | -                             | -            |
| 1968    | 4     | Austrália · Nova Zelândia                               | Austrália     | 20 - 2       | França        | Sydney Cricket Ground, Sydney | 54 290       |
| 1970    | 4     | Reino Unido                                             | Austrália     | 12 - 7       | Grã-Bretanha  | Headingley, Leeds             | 18 776       |
| 1972    | 4     | França                                                  | Grã-Bretanha  | 10 - 10      | Austrália     | Stade de Gerland, Lyon        | 4 500        |
| 1975    | 5     | Pelo Mundo                                              | Austrália     | 25 - 0       | Inglaterra    | Headingley, Leeds             | 7 727        |
| 1977    | 4     | Austrália · Nova Zelândia                               | Austrália     | 13 - 12      | Grã-Bretanha  | Sydney Cricket Ground, Sydney | 24 457       |
| 1985-88 | 5     | Pelo mundo                                              | Austrália     | 25 - 12      | Nova Zelândia | Eden Park, Auckland           | 47 363       |
| 1989-92 | 5     | Pelo mundo                                              | Austrália     | 10 - 6       | Grã-Bretanha  | Estádio de Wembley, London    | 73 631       |
| 1995    | 10    | Inglaterra · País de Gales                              | Austrália     | 16 - 8       | Inglaterra    | Estádio de Wembley, London    | 66 540       |
| 2000    | 16    | Escócia · França · Inglaterra · Irlanda · País de Gales | Austrália     | 40 - 12      | Nova Zelândia | Old Trafford, Manchester      | 44 329       |
| 2008    | 10    | Austrália                                               | Nova Zelândia | 34 - 20      | Austrália     | Suncorp Stadium, Brisbane     | 50 599       |
| 2013    | 14    | França · Inglaterra · Irlanda · País de Gales           | Austrália     | 34-2         | Nova Zelândia | Old Trafford, Manchester      | 74 468       |
| 2017    | 14    | Austrália · Nova Zelândia · Papua-Nova Guiné            | Austrália     | 6-0          | Inglaterra    | Suncorp Stadium, Brisbane     | 40 033       |
| 2021    | 16    | Inglaterra                                              | por anunciar  | por anunciar | por anunciar  | Old Trafford, Manchester      | por anunciar |

## Estatísticas
| Nação                 | Número de participações | Primeira participação | Participação mais recente | Participações seguidas (maior) | Melhor resultado                                                     |
| --------------------- | ----------------------- | --------------------- | ------------------------- | ------------------------------ | -------------------------------------------------------------------- |
| Austrália             | 14                      | 1954                  | 2013                      | 14                             | Campeão: 1957, 1968, 1970, 1975, 1977, 1988, 1992, 1995, 2000 e 2013 |
| Grã-Bretanha          | 9                       | 1954                  | 1992                      | 6                              | Campeão: 1954, 1960 e 1972                                           |
| Nova Zelândia         | 14                      | 1954                  | 2013                      | 14                             | Campeão: 2008                                                        |
| França                | 14                      | 1954                  | 2013                      | 14                             | Vice-campeão: 1954 e 1968                                            |
| Inglaterra            | 5                       | 1975                  | 2013                      | 4                              | Vice-campeão: 1975 e 1995                                            |
| Fiji                  | 4                       | 1995                  | 2013                      | 4                              | Semifinalista: 2008 e 2013                                           |
| País de Gales         | 4                       | 1975                  | 2013                      | 2                              | Semifinalista: 1995 e 2000                                           |
| Samoa Ocidental/Samoa | 4                       | 1995                  | 2013                      | 4                              | Quartas-de-final: 2000 e 2013                                        |
| Irlanda               | 3                       | 2000                  | 2013                      | 3                              | Quartas-de-final: 2000 e 2008                                        |
| Papua-Nova Guiné      | 6                       | 1988                  | 2013                      | 6                              | Quartas-de-final: 2000                                               |
| Escócia               | 3                       | 2000                  | 2013                      | 3                              | Quartas-de-final: 2013                                               |
| Estados Unidos        | 1                       | 2013                  | 2013                      | 1                              | Quartas-de-final: 2013                                               |
| Tonga                 | 4                       | 1995                  | 2013                      | 4                              | Duas vitórias: 2008 e 2013                                           |
| Itália                | 1                       | 2013                  | 2013                      | 1                              | Uma vitória e um empate: 2013                                        |
| Ilhas Cook            | 2                       | 2000                  | 2013                      | 1                              | Uma vitória: 2013                                                    |
| Maoris                | 1                       | 2000                  | 2000                      | 1                              | Uma vitória: 2000                                                    |
| Líbano                | 1                       | 2000                  | 2000                      | 1                              | Um empate: 2000                                                      |
| África do Sul         | 2                       | 1995                  | 2000                      | 2                              | Sem vitórias                                                         |
| Rússia                | 1                       | 2000                  | 2000                      | 1                              | Sem vitórias                                                         |